# Campionat del món d'escacs femení de 1937 (Menchik–Graf)
El Campionat del món d'escacs femení de 1937 es va celebrar a Semmering, a Àustria, en format de matx entre Vera Menchik i Sonja Graf.
Després del seu matx de 1934 (guanyat +3 =0 -1 per Menchik), la Campiona del món regnant Vera Menchik va jugar un segon matx pel campionat contra Sonja Graf a Semmering el 1937.
Aquesta vegada el matx va constar de 16 partides. Menchik va tornar a ser la favorita i, una vegada més, no va deixar cap dubte sobre qui era la jugadora femenina més forta del món en aquell moment, aconseguint vèncer al matx amb nou victòries convincents, cinc empats i dues derrotes (11½–4½).
Igual que el matx de 1934, aquest va ser organitzat per les mateixes jugadores (com el títol obert de l'època), però aprovat i reconegut per la FIDE.